# 3i
3i Group plc — британська транснаціональна корпорація приватних капіталовкладень та венчурного капіталу, що базується в Лондоні. Акції 3i котируються на Лондонській фондовій біржі і входять до індексу FTSE 100.

## Історія
Компанія була заснована у 1945 році як Industrial and Commercial Finance Corporation (ICFC) Банком Англії та найбільшими британськими банками для надання довгострокового інвестиційного фінансування малим та середнім підприємствам.  Її заснування було натхненне Комітетом Макміллана. В 1930-х роках, та надалі у повоєнному часу, стало зрозумілим, що малий бізнес зіткнувся з проблемою в доступності фінансування через небажання банків надавати довгостроковий капітал, а компанії були занадто малими, щоб залучити капітал з публічних ринків. Це привело до створення ICFC.
ICFC значно розширила свою діяльність протягом 1950-х та 1960-х років, і особливо після 1959 року, коли банки-акціонери дозволили їй залучати зовнішні кошти. У 1973 році ICFC придбала Finance Corporation for Industry, подібну компанію, також створену в 1945 році, яка займалася фінансуванням великих компаній. ICFC була перейменована на Finance for Industry (FFI).  У 1980-х роках FFI стала провідним постачальником фінансування для викупа менеджментом частки компанії і розширила свою діяльність на міжнародному рівні.  У 1983 році компанія була перейменована в Investors in Industry, широко відому як 3i..
3i Group була створена в 1987 році, коли банки продали свої частки, щоб сформувати публічне акціонерне товариство.  У 1994 році компанія була розміщена на Лондонській фондовій біржі з ринковою капіталізацією 1,5 млрд фунтів стерлінгів.

## Діяльність
3i інвестує у викуп компаній на середньому ринку, капітал зростання (міноритарний капітал) та інфраструктуру. Сектори, в які інвестує 3i: бізнес та фінансові послуги, споживчі товари, промисловість та енергетика, а також охорона здоров'я.

### Поточні інвестиції
- Перестрахування капіталу ACR: 3i придбала цей перестрахувальний бізнес у 2006 р.[8]
- Action: у червні 2011 року 3i купила контрольний пакет акцій цього голландського дисконтного рітейлера.[9].
- Audley Travel: У грудні 2015 року 3i інвестувала в Audley Travel, провідного оператора на ринку індивідуальних подорожей.[10]
- Formel D: У 2017 році 3i інвестувала 155 мільйонів євро в німецьку компанію з виробництва автозапчастин Formel D, тоді як CITIC інвестувала 72 мільйони євро.[11]
- Міський аеропорт Белфаста імені Джорджа Беста[12]
- Global Cloud Xchange[12]
- Infinis[12]
- Q Holding Co: 3i має придбати три основні операційні бізнеси компанії, Qure Medical, QSR та Quadra Tooling and Automation.[13]
- Regional Rail, LLC[12]
- Scandlines: 3i придбала 100% акцій у листопаді 2013 року, знизила до 35% у 2018 році[14][15]
- Smarte Carte, придбана 2017 року[16]
- TCR International[12]
- VNU Business Media, придбана 2006 року[17].
- Weener Plastic Packaging: у червні 2015 року 3i оголосила про інвестиції у Weener Plastic Packaging Group[18]